# Mània (mitologia)
Mània (en llatí Mania) va ser una antiga divinitat italiana, probablement d'origen etrusc, considerada una divinitat de l'inframón; sota els romans fou considerada la mare dels Manes o Lares. El festival de la Compitàlia se celebrava com a festa propiciatòria en el seu honor en comú amb els Lares.
En els seus inicis, es feien sacrificis humans a Mània, i s'oferien a la divinitat els caps de nois joves en nom de les famílies a les quals pertanyien, segons havia indicat un antic oracle. Després de l'expulsió dels Tarquins de Roma, el cònsol Luci Juni Brut va abolir aquests sacrificis, i s'oferien a Mània cabeces d'all i les càpsules de les roselles. Es penjaven imatges de Mània a les portes de les cases per evitar tots els perills.
En èpoques posteriors, el plural Maniae servia per indicar uns espectres terribles, lletjos i deformats, amb els quals s'atemoria els nens, segons Pau el Diaca.